# Ammoudhiá (ort i Grekland)
Ammoudhiá (Ammoudia) är en ort i Grekland.   Den ligger i prefekturen Nomós Serrón och regionen Mellersta Makedonien, i den norra delen av landet, 400 km norr om huvudstaden Aten. Ammoudhiá ligger 31 meter över havet och antalet invånare är 992.
Terrängen runt Ammoudhiá är platt åt sydväst, men åt nordost är den kuperad.Runt Ammoudhiá är det ganska tätbefolkat, med 62 invånare per kvadratkilometer. Närmaste större samhälle är Serrai, 18,9 km öster om Ammoudhiá. Trakten runt Ammoudhiá består till största delen av jordbruksmark.